# چارلز ملویل
چارلز پی. مِلْویل (به انگلیسی: Charles P. Melville) (زادهٔ ۱۰ مهٔ ۱۹۵۱، لندن) استاد تاریخ ایران در دانشکدهٔ مطالعات خاورمیانه و آسیایی دانشگاه کمبریج است. او جزو ویراستاران جلد هفتم تاریخ ایران کمبریج و ویراستار جلد دهم تاریخ ادبیات ایران (تاریخ‌نگاری ایرانی) بوده‌است. وی در ایجاد مجموعه ایده ایران با بنیاد سودآور همکاری کرده است.

## سابقهٔ تحصیلی
چارلز ملویل دورهٔ کارشناسی‌اش را در کالج ویلینگتون و پمبروک دانشگاه کمبریج، بین سال‌های ۱۹۶۹–۱۹۷۲ درزمینهٔ خاورشناسی (زبان فارسی و عربی) دریافت کرد. او کارشناسی ارشد خود را درزمینهٔ تاریخ اسلام از دانشگاه لندن (۱۹۷۲–۱۹۷۳) دریافت کرد. ملویل دکتری‌اش را با ارائهٔ پایان‌نامهٔ «تاریخچهٔلرزه‌نگاری ایران، بین قرن هفتم تا قرن هفدهم میلادی» در ۱۹۷۸ در دانشگاه کمبریج به پایان برد.
- دستیار پژوهشگر، امپریال کالج لندن، بین سال‌های ۱۹۷۴–۱۹۸۲
- دستیار تدریسی در خاورشناسی، دانشگاه کمبریج، بین سال‌های ۱۹۸۴–۱۹۸۸
- استاد تاریخ ایران از سال ۲۰۰۸ تا کنون
- استاد مدعو پمبروک کالج از ۱۹۸۵ تا کنون

## زمینهٔ کاری
پژوهش‌های پروفسور ملویل در زمینهٔ تاریخ و تاریخ‌نگاری ایران قرون وسطی (به انگلیسی: Medieval Iran)، به‌ویژه دوران مغول-صفوی (سده‌های سیزدهم تا هفدهم میلادی) و مطالعات متون تصویریِ نسخ خطی ایرانی، به‌ویژه شاهنامهٔ فردوسی و تصویر تاریخ گاهشماری ایرانی است.

## آثار
تاریخچه ادبیات فارسی ، لندن 2012.
تاریخچه زمین لرزه های ایران ۱۹۸۲
بقای خانواده های سلطنتی مغول در ایران ، ۲۰۰۶
هر اینچ یک پادشاه: مطالعات تطبیقی در مورد پادشاهان و پادشاهی در جهان باستان و قرون وسطا ، لیدن 2012 
خاورمیانه مغول ها: استمرار و تحول ایران ایلخانی
ایران صفوی در عصر امپراطوریها- از  مجموعه ایده ایران   ۲۰۲۱
مقالات دانشنامه ایرانیکا:
۱. “Bologan Katun”, Encyclopaedia Iranica IV/4 (1989), pp. 338 9
۲. “Chobanids”, Encyclopaedia Iranica V/4 (1991), pp. 496 502 [with A. Zaryab]
۳. “Coban”, Encyclopaedia Iranica V/8 (1992), pp. 875 8
۴. “Delsad Katun”, Encyclopaedia Iranica VII/3 (1995), p. 255
۵. “Demasq Kvaja”, Encyclopaedia Iranica VII/3 (1995), pp. 256 7
۶. “Sarbadarids”, Encyclopaedia of Islam IX/1 (1995), pp. 47 9
۷. “Doquz Katun”, Encyclopaedia Iranica VII/5 (1996), pp. 475 6
۸. “Ebn Esfandiar”, Encyclopaedia Iranica, VIII/1 (1997), pp. 20 3
۹. “Ebn al Fuati”, Encyclopaedia Iranica, VIII/1 (1997), pp. 25 6
۱۰. “Ebn al Teqtaqa”, Encyclopaedia Iranica VIII/1 (1997), pp. 58 9
۱۱. “Abu'l Fadl ‘Allami”, “Bayhaki” and “al Biruni”, in D.R Woolf (ed.), A Global Encyclopedia of Historical Writing, London and New York 1998, pp. 3, 78, 92.
۱۲. “Floods ii. Historical survey”, in Encyclopaedia Iranica X/1 (1999), pp. 42-3
۱۳. “Gazan-nama”, in Encyclopaedia Iranica X/4 (2000), p. 383
۱۴. “Giat al Din Mohammad”, in Encyclopaedia Iranica X/6 (2001), pp. 598-9 [with P. Jackson]
۱۵. “Zalzala”, in Encyclopaedia of Islam XI/185-6 (2002), pp. 428-32
۱۶. “Great Britain x. Iranian Studies in Britain: Islamic period”, in Encyclopaedia Iranica XI/3 (2002), pp. 260-67
۱۷. “Hafez-e Abru”, in Encyclopaedia Iranica XI/5 (2003), pp. 507-9 [with M.E. Subtelny]
۱۸. “Hamd-Allah Mostawfi”, in Encyclopaedia Iranica XI/6 (2003), pp. 631-4
۱۹. “Historiography iv. Mongol period”, in Encyclopaedia Iranica XII/4 (2004), pp. 348-56
۲۰. “Jahangosa-ye Jovayni”, in Encyclopaedia Iranica, XIV/4 (2008), pp. 378-82
۲۱. “Jahan Temür”, in Encyclopaedia Iranica, XIV/4 (2008), pp. 385-6
۲۲. “Jame‘ al-tawarik”, in Encyclopaedia Iranica, XIV/5 (2008), pp. 462-8
۲۳. “Jarči”, in Encyclopaedia Iranica, XIV/6 (2008), pp. 580-81